# Conocimiento explícito

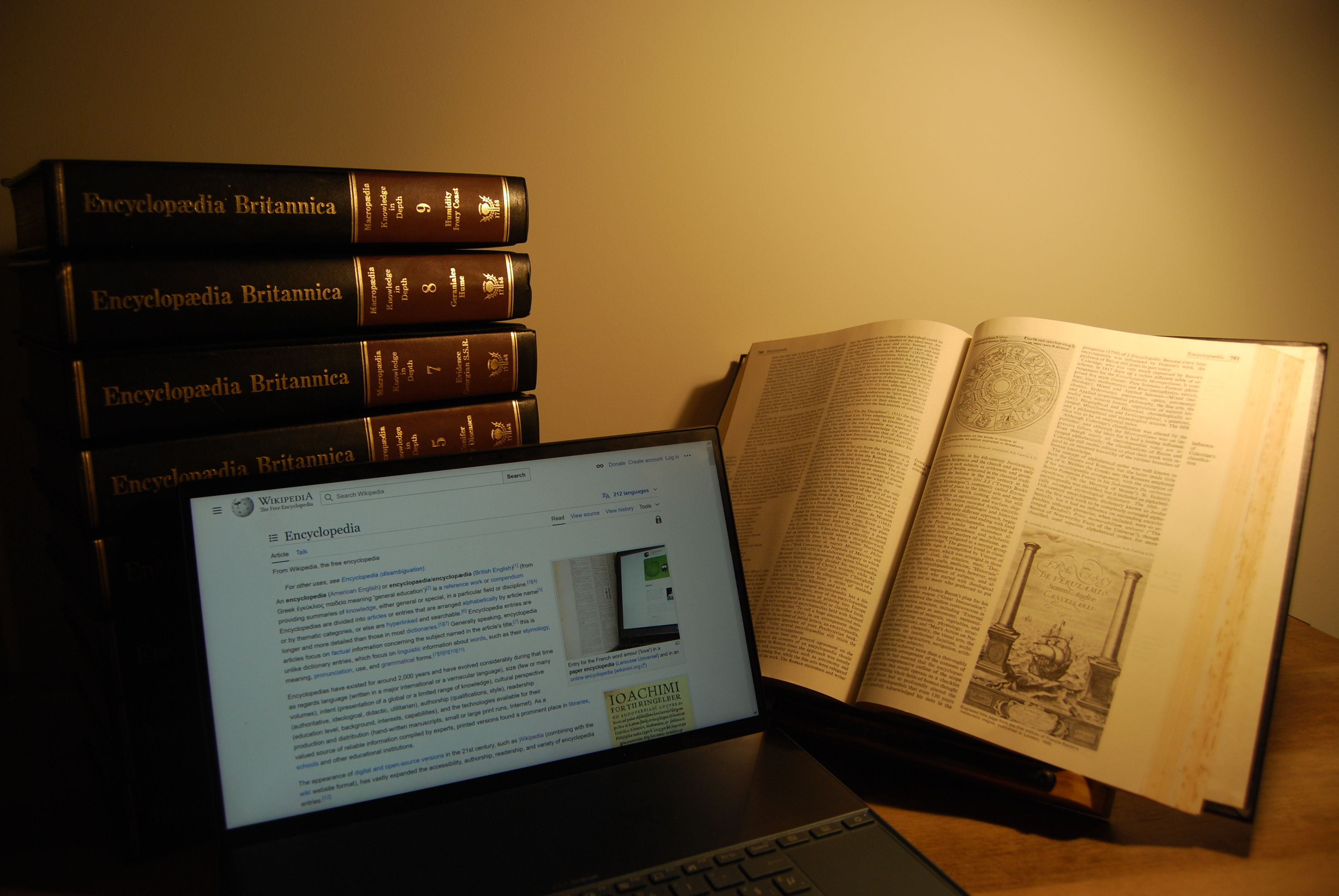
Wikipedia y Enciclopedia Británica

El conocimiento explícito hace referencia a aquel que ha sido o puede ser articulado, codificado y almacenado en algún tipo de medio. Puede ser transmitido inmediatamente a otros. La información contenida en enciclopedias (incluida la Wikipedia) son buenos ejemplos de conocimiento explícito.

## Formas
La forma más común de conocimiento explícito son manuales, documentos y procedimientos. El conocimiento también puede ser audiovisual o multimedia, obras de arte y diseño de productos pueden ser vistas como otras formas de conocimiento explícito. Otras formas de conocimiento explícito son aquellas donde se externalicen habilidades humanas, motivaciones y conocimientos.